# 贝洛陨石坑
贝洛陨石坑(Bellot)是月球正面位于丰富海西南边沿的一座撞击坑，
其名称取自法国北极探险家约瑟夫·勒内·贝洛(Joseph René Bellot，1826年-1853年)，1935年被国际天文学联合会批准接受。

## 描述

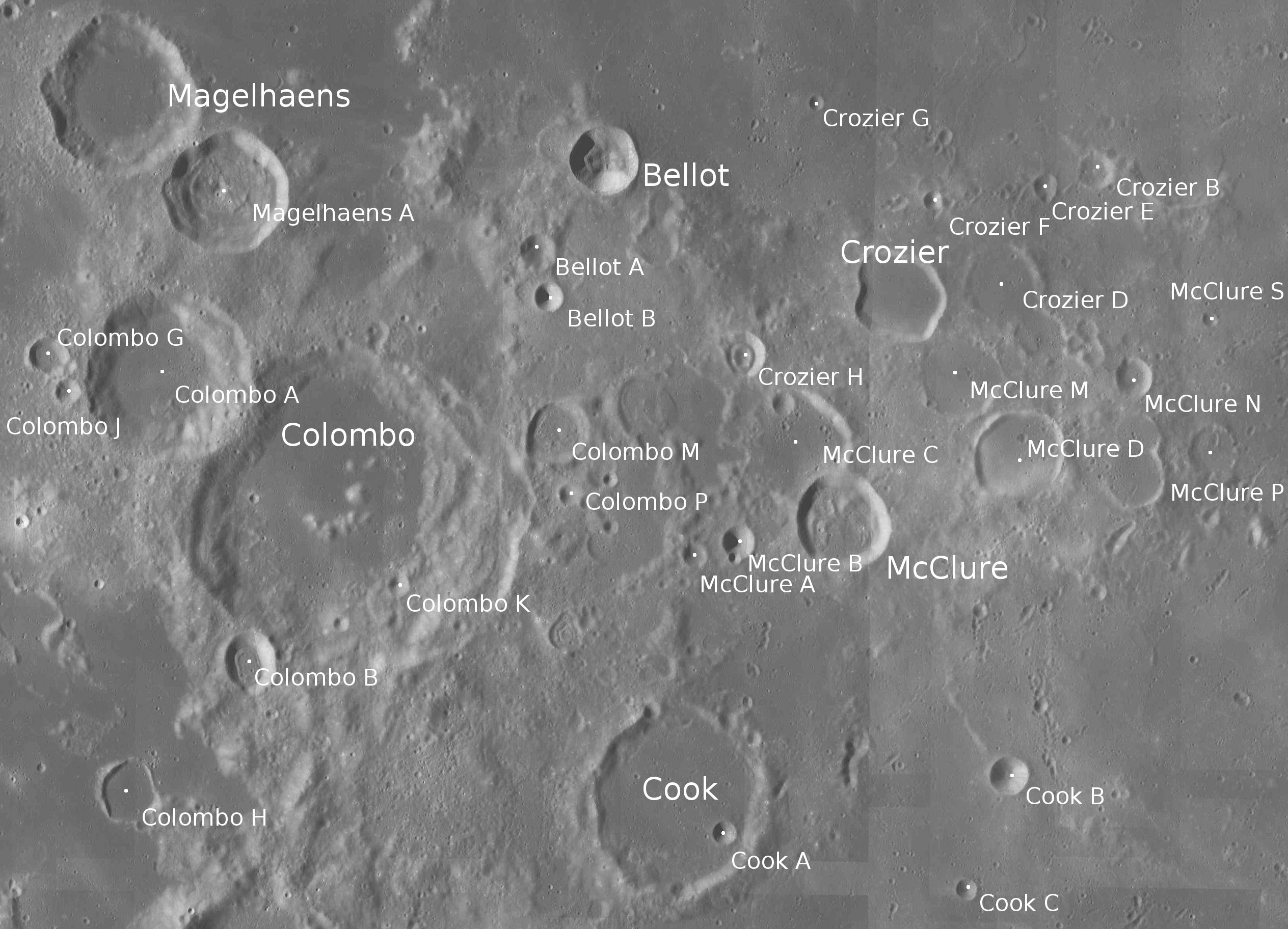
贝洛陨石坑周边图，月球勘测轨道飞行器拍摄。

该陨坑西侧毗邻麦哲伦陨石坑；西北靠近郭克兰纽陨石坑；克罗兹陨石坑位于它的东南偏东；东南则是麦克卢尔陨石坑；贝洛陨石坑的南面横亘着库克陨石坑；西南则坐落着哥伦布环形山。该陨坑中心月面坐标为12°29′S 48°11′E / 12.48°S 48.19°E，直径17.5公里，深度约2.791公里。
贝洛陨石坑是一座圆碗状的撞击坑，内侧坡面平缓，平坦的坑底面积不大，陨坑壁平均高出周边地形740米，内侧壁反照率高于附近的月海。该陨坑的形态特征隶属于"BIO 型"(以该类陨坑的典型代表-毕奥陨坑所命名)。
该陨坑拥有明亮的射纹系统并已被月球和行星观测协会(ALPO)列入《带有明亮射纹系统的撞击坑列表》，但陨坑东侧并没有射纹束，这表明该陨坑是形成于一次来自西面的低角度撞击。
月食期间曾记录到贝洛陨石坑发生过温度异常，该现象反映了陨坑的地质年龄较短，尚缺乏足够能提供隔热作用的表岩屑层，这是一种年轻撞击坑的典型特征。

## 卫星陨石坑
按惯例，最靠近贝洛陨石坑的卫星坑在月图上以字母标注在该坑中心点的旁边。

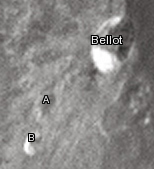
戴维·坎贝尔图片

| 贝洛 | 纬度    | 经度    | 直径   |
| ---- | ------- | ------- | ------ |
| A    | 13.4° S | 47.7° E | 8 公里 |
| B    | 13.5° S | 47.8° E | 7 公里 |

## 另请参阅
- Andersson, L. E.; Whitaker, E. A. . NASA RP-1097. 1982.
- Blue, Jennifer. . USGS. July 25, 2007  [2007-08-05]. （原始内容存档于2015-05-26）.
- Bussey, B.; Spudis, P. . New York: Cambridge University Press. 2004. ISBN 978-0-521-81528-4.
- Cocks, Elijah E.; Cocks, Josiah C. . Tudor Publishers. 1995. ISBN 978-0-936389-27-1.
- McDowell, Jonathan. . Jonathan's Space Report. July 15, 2007  [2007-10-24]. （原始内容存档于2015-01-12）.
- Menzel, D. H.; Minnaert, M.; Levin, B.; Dollfus, A.; Bell, B. . Space Science Reviews. 1971, 12 (2): 136–186. Bibcode:1971SSRv...12..136M. doi:10.1007/BF00171763.
- Moore, Patrick. . Sterling Publishing Co. 2001. ISBN 978-0-304-35469-6.
- Price, Fred W. . Cambridge University Press. 1988. ISBN 978-0-521-33500-3.
- Rükl, Antonín. . Kalmbach Books. 1990. ISBN 978-0-913135-17-4.
- Webb, Rev. T. W.  6th revised. Dover. 1962. ISBN 978-0-486-20917-3.
- Whitaker, Ewen A. . Cambridge University Press. 1999. ISBN 978-0-521-62248-6.
- Wlasuk, Peter T. . Springer. 2000. ISBN 978-1-85233-193-1.